# Hideki Konno
Hideki Konno (紺野 秀樹, Konno Hideki) é um produtor, diretor e projetista japonês de jogos eletrônicos que atualmente trabalha para a Nintendo. Ele entrou na companhia em 1986, realizando seu sonho depois de uma duradoura adoração vinda de jogar títulos do Nintendo Entertainment System. Konno é o produtor geral da série Mario Kart.

## Trabalhos
| Ano  | Título                              | Plataforma                                                | Crédito(s)                                       |
| ---- | ----------------------------------- | --------------------------------------------------------- | ------------------------------------------------ |
| 1987 | Yume Kōjō: Doki Doki Panic          | Family Computer Disk System                               | Assistente de direção, projetista de jogo        |
| 1988 | Super Mario Bros. 2                 | Nintendo Entertainment System                             | Assistente de direção, projetista de jogo        |
| 1988 | Ice Hockey                          | Family Computer Disk System Nintendo Entertainment System | Diretor                                          |
| 1988 | Super Mario Bros. 3                 | Nintendo Entertainment System                             | Assistente de direção, desenhista de personagens |
| 1990 | Super Mario World                   | Super Nintendo Entertainment System                       | Diretor de mapa                                  |
| 1990 | SimCity                             | Super Nintendo Entertainment System                       | Diretor                                          |
| 1992 | Super Mario Kart                    | Super Nintendo Entertainment System                       | Diretor                                          |
| 1995 | Super Mario World 2: Yoshi's Island | Super Nintendo Entertainment System                       | Diretor                                          |
| 1996 | Mario Kart 64                       | Nintendo 64                                               | Diretor                                          |
| 1997 | Yoshi's Story                       | Nintendo 64                                               | Diretor                                          |
| 1998 | F-Zero X                            | Nintendo 64                                               | Conselheiro                                      |
| 2001 | Mario Kart: Super Circuit           | Game Boy Advance                                          | Supervisor                                       |
| 2001 | Luigi's Mansion                     | Nintendo GameCube                                         | Diretor                                          |
| 2003 | The Legend of Zelda: The Wind Waker | Nintendo GameCube                                         | Supervisor                                       |
| 2005 | Nintendogs                          | Nintendo DS                                               | Produtor                                         |
| 2005 | Mario Kart DS                       | Nintendo DS                                               | Produtor                                         |
| 2008 | Mario Kart Wii                      | Wii                                                       | Produtor                                         |
| 2011 | Nintendogs + Cats                   | Nintendo 3DS                                              | Produtor                                         |
| 2011 | Mario Kart 7                        | Nintendo 3DS                                              | Produtor                                         |
| 2014 | Mario Kart 8                        | Wii U                                                     | Produtor                                         |
| 2017 | Fire Emblem Heroes                  | Android, iOS                                              | Produtor                                         |
| 2017 | Animal Crossing: Pocket Camp        | Android, iOS                                              | Produtor                                         |
| 2018 | Dragalia Lost                       | Android, iOS                                              | Produtor                                         |
| 2019 | Dr. Mario World                     | Android, iOS                                              | Produtor                                         |
| 2019 | Mario Kart Tour                     | Android, iOS                                              | Produtor                                         |